# Григорович Єлизавета Федорівна
́Григоро́вич Єлизаве́та Фе́дорівна (01.09.1880 (15.09), посад Крюків Кременчуцького повіту Полтавської губернії — 25.05.1973, м. Кременчук Полтавської області) — український педагог, близький друг і однодумець А. С. Макаренка з перших років його педагогічної діяльності, прототип Катерини Григорівни в «Педагогічній поемі».

## Біографія

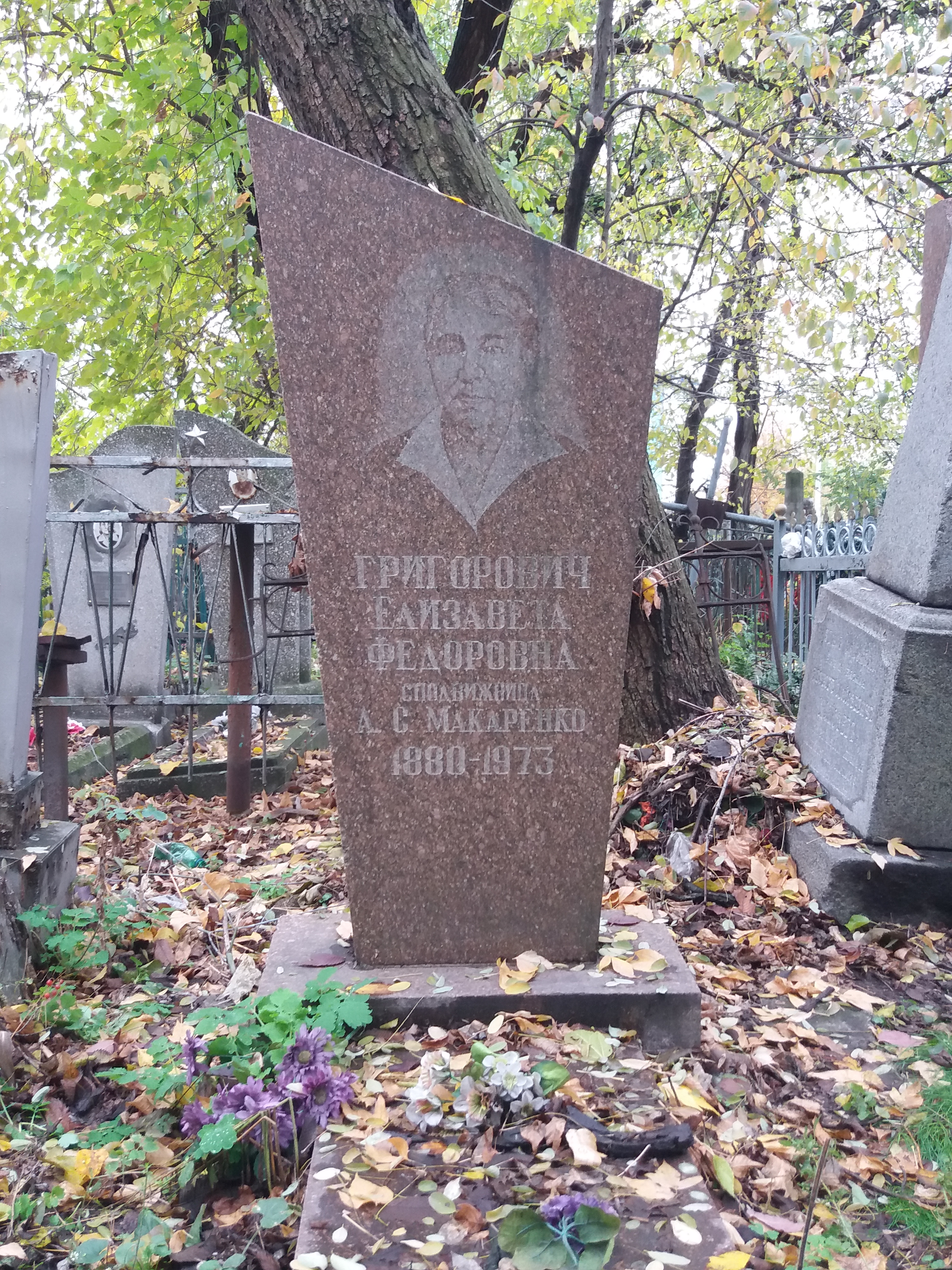
Могила Єлизавети Федорівни Григорович на Крюківському кладовищі

Народилася в м. Крюков Кременчуцького повіту Полтавської губернії в сім'ї священика. Закінчила фельдшерську школу, Київський педагогічний фребелівський інститут і Полтавський ІНО. З 1912 по 1920 — завідувачка і вчителька 6-го міського початкового училища імені М. В. Остроградського м. Полтави. З 20.10.1920 по 1927 працювала в Полтавській потім Харківській трудовій колонії імені М. Горького (секретар педагогічної ради, керівник навчальної роботи і за сумісництвом фельдшер) і з 1927 до 1931 в Дитячій трудовій комуні НКВС УСРР імені Ф. Дзержинського (Харків). У подальшому вихователь в дитячих будинках. Померла в Крюкові. Похована на Крюківському кладовищі. Одна з перших нагороджена Міністерством освіти УРСР медаллю А. С. Макаренка.